# Płeć epigenetyczna
Płeć epigenetyczna – płeć determinowana czynnikami środowiska zewnętrznego w przeciwieństwie do płci genetycznej lub płci metagamicznej. 
Ustalenie płci osobnika następuje na skutek oddziaływania środowiska zewnętrznego. Zjawisko takie występuje np. u paproci jednakozarodnikowych jak Ceratopteris richardii i Anemia phyllitidis. 